# Camilla armata
Camilla armata är en tvåvingeart som beskrevs av Walter Leopold Victor Hackman 1960. Camilla armata ingår i släktet Camilla och familjen gnagarflugor. Inga underarter finns listade i Catalogue of Life.